# Лі Джин Хьон
Лі Джин Хьон (кор. 이진현, нар. 26 серпня 1997, Сеул) — південнокорейський футболіст, півзахисник клубу «Ульсан Хьонде». Виступав також за низку південнокорейських і закордонних клубів, та національну збірну Південної Кореї.

## Клубна кар'єра
Лі Джин Хьон народився 1997 року в місті Сеул. Розпочав грати у футбол в університетській команді Університету Сонгюнгван. У 2017 році футболіста прийняли до складу професійної команди «Пхохан Стілерс», яка відразу віддала гравця в оренду до австрійського клубу «Аустрія» (Відень), у якій Лі грав до 2018 року. У 2018 році півзахисник повернувся до «Пхохан Стілерс», де став гравцем основного складу команди, та виступав у складі команди до кінця 2019 року.
Протягом 2020 року Лі грав у складі команди «Тегу». З початку 2021 до кінця 2023 року футболіст виступав у складі клубу «Теджон Сітізен».
На початку 2024 року корейський півзахисник став гравцем польського клубу «Пуща» (Неполомиці), в якому грав до кінця 2024 року. З початку 2025 року футболіст грає на батьківщині у складі клубу «Ульсан Хьонде».

## Виступи за збірні
У 2015 році Лі Джин Хьон дебютував у складі юнацької збірної Південної Кореї, загалом на юнацькому рівні взяв участь у 3 іграх.
У 2015 році Лі Джин Хьон дебютував у складі молодіжної збірної Південної Кореї, в якій виступав до 2018 року. У посиленому складі молодіжної збірної футболіст брав участь в Азійських іграх 2018 року, на яких збірна Південної Кореї здобула золоті медалі.
У 2015 році Лі Джин Хьон дебютував в офіційних матчах у складі національної збірної Південної Кореї. У складі національної збірної футболіст виступав до 2021 року, провів за цей час 4 матчі в складі національної збірної, в яких забитими голами не відзначився.

## Титули і досягнення
- Переможець Азійських ігор: 2018